# Disney-Infinity-Figurenliste
Die Disney-Infinity-Figurenliste stellt eine Übersicht aller bisher erschienenen Disney-Infinity-Figuren dar. Es handelt sich dabei um spielbare Figuren (außer Peter Pan), in der Regel Plastikfiguren, die Charakteren aus Disney-Filmen oder Serien entsprechen. Das „Projekt Infinity“, das im August 2013 startete, wurde im Mai 2016 eingestellt.
| Name der Figur                            | Film                                | Infinity Version |
| ----------------------------------------- | ----------------------------------- | ---------------- |
| Jack Sparrow                              | Fluch der Karibik                   | 1.0              |
| Jack Sparrow (Kristall Figur)             | Fluch der Karibik                   | 1.0              |
| Barbossa                                  | Fluch der Karibik                   | 1.0              |
| Davy Jones                                | Fluch der Karibik                   | 1.0              |
| Mr. Incredible                            | Die Unglaublichen                   | 1.0              |
| Mr. Incredible (Kristall Figur)           | Die Unglaublichen                   | 1.0              |
| Mrs. Incredible                           | Die Unglaublichen                   | 1.0              |
| Violetta                                  | Die Unglaublichen                   | 1.0              |
| Flash                                     | Die Unglaublichen                   | 1.0              |
| Syndrom                                   | Die Unglaublichen                   | 1.0              |
| Sulley                                    | Die Monster Uni                     | 1.0              |
| Sulley (Kristall Figur)                   | Die Monster Uni                     | 1.0              |
| Mike                                      | Die Monster Uni                     | 1.0              |
| Randy                                     | Die Monster Uni                     | 1.0              |
| Lightning McQueen                         | Cars                                | 1.0              |
| Lightning McQueen (Kristall Figur)        | Cars                                | 1.0              |
| Holly Shiftwell                           | Cars 2                              | 1.0              |
| Francesco Bernoulli                       | Cars 2                              | 1.0              |
| Hook                                      | Cars 2                              | 1.0              |
| Lone Ranger                               | Lone Ranger                         | 1.0              |
| Lone Ranger (Kristall Figur)              | Lone Ranger                         | 1.0              |
| Tonto                                     | Lone Ranger                         | 1.0              |
| Buzz Lightyear                            | Toy Story                           | 1.0              |
| Buzz Lightyear (Kristall Figur)           | Toy Story                           | 1.0              |
| Woody                                     | Toy Story                           | 1.0              |
| Jessie                                    | Toy Story 2                         | 1.0              |
| Jack Skellington                          | Nightmare Before Christmas          | 1.0              |
| Rapunzel                                  | Rapunzel – Neu verföhnt             | 1.0              |
| Randale Ralph                             | Ralph reichts                       | 1.0              |
| Vanellope                                 | Ralph reichts                       | 1.0              |
| Elsa                                      | Die Eiskönigin – Völlig unverfroren | 1.0              |
| Anna                                      | Die Eiskönigin – Völlig unverfroren | 1.0              |
| Olaf                                      | Die Eiskönigin – Völlig unverfroren | 3.0              |
| Micky der Zauberlehrling                  | Fantasia                            | 1.0              |
| Micky der Zauberlehrling (Kristall Figur) | Fantasia                            | 1.0              |
| Agent P                                   | Phineas und Ferb                    | 1.0              |
| Agent P (Kristall Figur)                  | Phineas und Ferb                    | 1.0              |
| Phineas                                   | Phineas und Ferb                    | 1.0              |
| Iron Man                                  | Marvel’s The Avengers               | 2.0              |
| Black Widow                               | Marvel’s The Avengers               | 2.0              |
| Thor                                      | Marvel’s The Avengers               | 2.0              |
| Captain America                           | Marvel’s The Avengers               | 2.0              |
| Falcon                                    | Marvel’s The Avengers               | 2.0              |
| Hawkeye                                   | Marvel’s The Avengers               | 2.0              |
| Hulk                                      | Marvel’s The Avengers               | 2.0              |
| Loki                                      | Marvel’s The Avengers               | 2.0              |
| Spider-Man                                | Spider-Man                          | 2.0              |
| Nova                                      | Spider-Man                          | 2.0              |
| Venom                                     | Spider-Man                          | 2.0              |
| Iron Fist                                 | Spider-Man                          | 2.0              |
| Nick Fury                                 | Spider-Man                          | 2.0              |
| Der grüne Kobold                          | Spider-Man                          | 2.0              |
| Star Lord                                 | Guardians of the Galaxy             | 2.0              |
| Gamora                                    | Guardians of the Galaxy             | 2.0              |
| Drax                                      | Guardians of the Galaxy             | 2.0              |
| Groot                                     | Guardians of the Galaxy             | 2.0              |
| Rocket Raccoon                            | Guardians of the Galaxy             | 2.0              |
| Ronan                                     | Guardians of the Galaxy             | 2.0              |
| Yondu                                     | Guardians of the Galaxy             | 2.0              |
| Merida                                    | Merida – Legende der Highlands      | 2.0              |
| Stitch                                    | Lilo und Stitch                     | 2.0              |
| Maleficent                                | Maleficent – Die dunkle Fee         | 2.0              |
| Tinkerbell                                | Disney Fairies                      | 2.0              |
| Donald Duck                               | Disney Originals                    | 2.0              |
| Micky Maus                                | Disney Originals                    | 3.0              |
| Minnie                                    | Disney Originals                    | 3.0              |
| Hiro                                      | Baymax – Riesiges Robowabohu        | 2.0              |
| Baymax                                    | Baymax – Riesiges Robowabohu        | 2.0              |
| Aladdin                                   | Aladdin                             | 2.0              |
| Jasmin                                    | Aladdin                             | 2.0              |
| Wut                                       | Alles steht Kopf                    | 3.0              |
| Kummer                                    | Alles steht Kopf                    | 3.0              |
| Ekel                                      | Alles steht Kopf                    | 3.0              |
| Angst                                     | Alles steht Kopf                    | 3.0              |
| Freude                                    | Alles steht Kopf                    | 3.0              |
| Ultron                                    | Marvel Battlegrounds                | 3.0              |
| Hulkbuster                                | Marvel Battlegrounds                | 3.0              |
| Black Suit Spider-Man                     | Marvel Battlegrounds                | 3.0              |
| Vision                                    | Marvel Battlegrounds                | 3.0              |
| Black Panther                             | Marvel Battlegrounds                | 3.0              |
| Ant-Man                                   | Marvel Battlegrounds                | 3.0              |
| Captain America – The first Avenger       | Marvel Battlegrounds                | 3.0              |
| Mulan                                     | Mulan                               | 3.0              |
| Sam Flynn                                 | Tron Legacy                         | 3.0              |
| Quorra                                    | Tron Legacy                         | 3.0              |
| Spot                                      | Der gute Dinosaurier                | 3.0              |
| Peter Pan                                 | Peter Pan                           | 3.0              |
| Nick                                      | Zoomania                            | 3.0              |
| Judy                                      | Zoomania                            | 3.0              |
| Balu                                      | Das Dschungelbuch                   | 3.0              |
| Der verrückte Hutmacher                   | Alice hinter den Spiegeln           | 3.0              |
| Zeit                                      | Alice hinter den Spiegeln           | 3.0              |
| Alice                                     | Alice im Wunderland                 | 3.0              |
| Dorie                                     | Findet Dorie                        | 3.0              |
| Nemo                                      | Findet Dorie                        | 3.0              |
| Ahsoka                                    | Twilight of the Republic            | 3.0              |
| Anakin Skywalker                          | Twilight of the Republic            | 3.0              |
| Obi-Wan                                   | Twilight of the Republic            | 3.0              |
| Yoda                                      | Twilight of the Republic            | 3.0              |
| Darth Maul                                | Twilight of the Republic            | 3.0              |
| Luke                                      | Rise Against the Empire             | 3.0              |
| Leia                                      | Rise Against the Empire             | 3.0              |
| Darth Vader                               | Rise Against the Empire             | 3.0              |
| Han Solo                                  | Rise Against the Empire             | 3.0              |
| Chewbacca                                 | Rise Against the Empire             | 3.0              |
| Boba Fett                                 | Rise Against the Empire             | 3.0              |
| Zeb                                       | Star Wars Rebels                    | 3.0              |
| Kanan                                     | Star Wars Rebels                    | 3.0              |
| Ezra                                      | Star Wars Rebels                    | 3.0              |
| Sabine                                    | Star Wars Rebels                    | 3.0              |
| Kylo Ren                                  | Das Erwachen der Macht              | 3.0              |
| Poe Dameron                               | Das Erwachen der Macht              | 3.0              |
| Rey                                       | Das Erwachen der Macht              | 3.0              |
| Finn                                      | Das Erwachen der Macht              | 3.0              |

Play-Sets:
- Das Erwachen der Macht (The Force Awakens)
- Rise Against the Empire